# Baoxi
Baoxi (kinesiska: 宝溪, 宝溪乡) är en socken i Kina. Den ligger i provinsen Zhejiang, i den östra delen av landet, omkring 280 kilometer sydväst om provinshuvudstaden Hangzhou. Antalet invånare är 4325. Befolkningen består av 2 082 kvinnor och 2 243 män. Barn under 15 år utgör 17,0 %, vuxna 15-64 år 66 %, och äldre över 65 år 15,0 %.
Genomsnittlig årsnederbörd är 2 442 millimeter. Den regnigaste månaden är juni, med i genomsnitt 445 mm nederbörd, och den torraste är oktober, med 37 mm nederbörd.